# Josef Masopust
Josef Masopust (Most, 9 febbraio 1931 – Praga, 29 giugno 2015) è stato un calciatore e allenatore di calcio cecoslovacco, dal 1993 ceco.
Considerato come uno dei giocatori cecoslovacchi più forti di sempre nonché da alcuni come il migliore cecoslovacco in assoluto, nel 1962 fu il primo calciatore proveniente dall'est Europa a vincere il Pallone d'oro. Occupa la 41ª posizione nella speciale classifica dei migliori calciatori del XX secolo pubblicata dall'IFFHS e nel mese di novembre del 2003 venne insignito del titolo onorifico di Golden Player della Repubblica Ceca come miglior giocatore ceco dell'ultimo mezzo secolo (1954-2003). Nel marzo del 2004, Pelé lo ha anche inserito nella FIFA 100, la lista dei 125 migliori calciatori viventi, redatta in occasione del Centenario della FIFA. Nel 2000, la rivista Gol lo elegge miglior calciatore ceco del secolo, davanti a Josef Bican e Ivo Viktor.
Bandiera del Dukla Praga, ha vinto otto campionati e tre coppe nazionali, arrivando in finale di Coppa Mitropa 1955 e in semifinale di Coppa dei Campioni 1966-1967.
Con la nazionale mitteleuropea vince la Coppa Internazionale 1955-1960, partecipando a due Mondiali (1958 e 1962, dove segna nella finale persa col Brasile) e all'Europeo del 1960, quando la Cecoslovacchia arriva al terzo posto. È inserito nella squadra di Euro 1960 e in quella del Mondiale 1962, dove riceve il Pallone d'argento. Nel 1966 venne eletto inoltre calciatore cecoslovacco dell'anno.

## Caratteristiche tecniche
(Pelé)
Era un centrocampista a tutto campo capace di unire dinamicità e qualità, ottimo nell'ultimo passaggio. Dotato di grande tecnica individuale e abilità nel dribbling, era inoltre un buon finalizzatore.

## Carriera
Quarto di sei figli, crebbe calcisticamente nella squadra della sua città, il Baník Most. Prelevato nel 1950 dal Vodotechna Teplice, vi passò due stagioni prima di essere notato dal Dukla Praha quarta squadra della capitale ceca, nella quale Masopust giocò sedici stagioni dal 1952 al 1968 e vincendo 8 titoli nazionali (1953, 1956, 1958, 1961, 1962, 1963, 1964 e 1966) oltre a tre Coppe di Cecoslovacchia (1961, 1965 e 1966). Per le rigide regole dei paesi d'Oltrecortina, a Masopust non fu mai permesso di giocare in una squadra estera: divenne formalmente professionista nel 1968, a 37 anni, quando fu lasciato libero di giocare in Belgio nel Crossing Molenbeek.

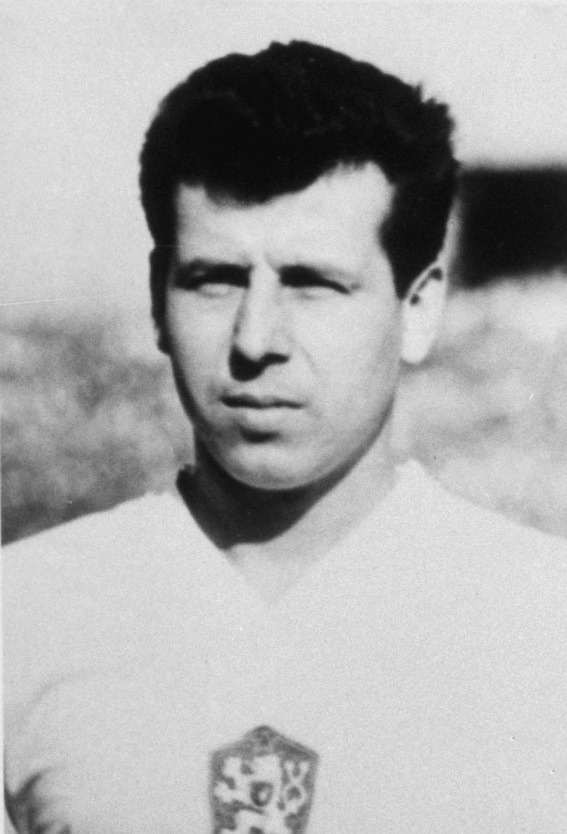
Masopust con la maglia della Cecoslovacchia

Le sue caratteristiche di trequartista e mezzapunta capace di costruire il gioco e battere a rete lo misero presto in luce per l'utilizzo nella nazionale cecoslovacca, con la quale prese parte ai campionati del mondo del 1958 in Svezia e a quelli del 1962 in Cile, dove la Cecoslovacchia raggiunse per la seconda volta il suo miglior risultato: finalista, fu sconfitta dal Brasile per 3-1 a Santiago, e l'unico goal segnato dai cechi fu di Masopust. Da rilevare anche il terzo posto ottenuto nel 1º campionato d’Europa tenutosi nel 1960 in Francia.
Gli ultimi anni di carriera a Bruxelles coincisero con la trasformazione di Masopust da giocatore in giocatore/allenatore e quindi definitivamente allenatore: nel 1969 il cecoslovacco guidò il Molenbeek alla promozione in prima divisione belga; quindi, tornato in patria, allenò il Dukla Praga (dal 1973 al 1976) e lo Zbrojovka Brno dal 1976 al 1980 vincendo lo scudetto cecoslovacco nel 1978; dopo un'esperienza alla guida della nazionale del suo Paese (1984/1987) e un periodo di insegnamento in Indonesia, decise di ritirarsi definitivamente nei primi anni novanta.
Per i risultati ottenuti con la nazionale cecoslovacca, nel 1962 fu insignito del Pallone d'oro quale miglior giocatore europeo, primo calciatore dell'Est Europa e primo calciatore ceco. Nel 2005, per celebrare il proprio 50º anniversario, l'UEFA invitò ogni federazione nazionale ad essa affiliata di indicare il proprio miglior giocatore dell'ultimo mezzo secolo. La federcalcio ceca scelse Masopust, designato quindi Golden Player dall'UEFA.

## Palmarès

### Giocatore

#### Club
- Campionato cecoslovacco: 8

Dukla Praga: 1953, 1956, 1958, 1961, 1962, 1963, 1964, 1966
- Coppe di Cecoslovacchia: 3

Dukla Praga: 1961, 1965, 1966

#### Individuale
- All-Star Team del campionato mondiale: 1

1962
- Pallone d'oro: 1

1962
- Calciatore cecoslovacco dell'anno: 1

1966
- UEFA President's Award (2014)
- Candidato al Dream Team del Pallone d'oro (2020)